# IC 2314
IC 2314 ist ein Doppelstern im Sternbild Krebs auf der Ekliptik, die der Astronom Max Wolf am 13. Februar 1901 fälschlich als IC-Objekt  beschrieb.